# Harp Attack!
Harp Attack! – płyta wydana przez wytwórnię Alligator. W nagraniu kluczową rolę odegrało czterech uznanych harmonijkarzy, Carey Bell, Billy Branch, James Cotton i Junior Wells.

## Utwory
1. „Down Home Blues” – 6:23
2. „Who” – 4:05
3. „Keep Your Hands Out Of My Pockets” – 5:56
4. „Little Car Blues” – 3:33
5. „My Eyes Keep Me In Trouble” – 5:30
6. „Broke And Hungry” – 4:30
7. „Hit Man” – 2:36
8. „Black Night” – 8:54
9. „Somebody Changed The Lock” – 3:54
10. „Second Hand Man” – 4:01
11. „New Kid On The Block” – 4:30